# Метрополитано и Насьональ
Метрополитано и Насьональ — футбольные турниры в Аргентине, имевшие статус национальных чемпионатов в Аргентине в период с 1967 по 1985 год. Традиционно, турнир Метрополитано проходил в первой части календарного года, а турнир Насьональ — во второй. По результатам всего сезона определялись клубы — представители Аргентины в Кубке Либертадорес. В 1985 году на смену этим турнирам пришёл единый чемпионат по «европейской системе». Позже в Аргентине вернулись к формату с двумя чемпионатами за год — однако Апертура и Клаусура — это фактически два круга единого сезона. Турниры же Метрополитано и Насьональ проходили с различными форматами.

## Форматы турниров
| Метрополитано - 1967—1969 — 2 группы по 11 команд, плей-офф с 1/2 финала - 1970 — лига с 21 клубом - 1971 — лига с 19 клубами - 1972—1973 — лига с 18 клубами - 1974 — 2 группы по 8 команд, финальная пулька из 4 - 1975 — лига с 20 клубами - 1976 — 2 группы по 11 команд, плей-офф с 1/2 финала - 1977 — лига с 23 клубами - 1978 — лига с 21 клубом - 1979 — 2 группы по 10 команд, плей-офф с 1/2 финала - 1980 — лига с 19 клубами - 1981 — лига с 18 клубами - 1982—1984 — лига с 19 клубами | Насьональ - 1967—1968 — лига с 16 клубами - 1969 — лига с 17 клубами - 1970 — 2 группы по 10 команд, плей-офф с 1/2 финала - 1971 — 2 группы по 14 команд, плей-офф с 1/2 финала - 1972 — 2 группы по 13 команд, плей-офф с 1/2 финала - 1973 — 2 группы по 15 команд, финальная пулька из 4 - 1974 — 4 группы по 9 команд, финальная пулька из 8 - 1975 — 4 группы по 8 команд, финальная пулька из 8 - 1976 — 4 группы по 8 команд, плей-офф с 1/4 финала - 1977—1978 — 4 группы по 8 команд, плей-офф с 1/2 финала - 1979—1981 — 4 группы по 7 команд, плей-офф с 1/4 финала - 1982 — 4 группы по 8 команд, плей-офф с 1/4 финала - 1983 — 8 групп по 4; 8 по 3; плей-офф с 1/16 финала - 1984 — 8 групп по 4; плей-офф с 1/16 финала - 1985 — многоступенчатая формула |

## Титулы по клубам
| Метрополитано - Ривер Плейт — 4 - Индепендьенте — 3 - Бока Хуниорс — 2 - Эстудиантес — 2 - Сан-Лоренсо — 2 - Архентинос Хуниорс — 1 - Уракан — 1 - Чакарита Хуниорс — 1 - Ньюэллс Олд Бойз — 1 - Кильмес — 1 | Насьональ - Ривер Плейт — 3 - Росарио Сентраль — 3 - Индепендьенте — 3 - Бока Хуниорс — 3 - Сан-Лоренсо — 2 - Феррокариль Оэсте — 2 - Эстудиантес — 1 - Велес Сарсфилд — 1 - Архентинос Хуниорс — 1 |

Диего Марадона трижды становился лучшим бомбардиром турнира Метрополитано (в 1978, 1979, 1980 годах). Единственным игроком, которому удалось стать лучшим бомбардиром более одного раза, помимо Марадоны, был Карлос Мануэль Морете (1974, 1982). Марадона дважды становился и лучшим бомбардиром турнира Насьональ (1979, 1980). Трижды лучшим бомбардиром в этих турнирах становился Карлос Бьянки (Насьональ 1970 и 1981, Метрополитано 1971).